# Hemipyxis
Hemipyxis là một chi bọ cánh cứng trong họ Chrysomelidae.
Chi này được miêu tả khoa học năm 1837 bởi Dejean.

## Các loài
Các loài trong chi này gồm:
- Hemipyxis apicicostata Kimoto, 1989
- Hemipyxis bocaki (Medvedev, 1993)
- Hemipyxis bucasi (Medvedev, 1993)
- Hemipyxis flavipes Kimoto, 1978
- Hemipyxis foveiceps (Medvedev, 1993)
- Hemipyxis fulvoculata Takizawa, 1979
- Hemipyxis glabricollis Wang, 1992
- Hemipyxis kangdingana (Wang, 1992)
- Hemipyxis lineata Kimoto, 1978
- Hemipyxis liukueiana Kimoto, 1996
- Hemipyxis macularis (Medvedev, 1993)
- Hemipyxis maxima Medvedev, 2000
- Hemipyxis mimica (Medvedev, 1996)
- Hemipyxis mindanensis (Medvedev, 1993)
- Hemipyxis ornatus (Medvedev, 1993)
- Hemipyxis parva (Wang, 1992)
- Hemipyxis persimilis Kimoto, 1996
- Hemipyxis philippina (Medvedev, 1996)
- Hemipyxis rarashana Kimoto, 1996
- Hemipyxis sibuyana (Medvedev, 1996)